# Mena Suvari
Mena Alexandra Suvari (Newport, 13 de fevereiro de 1979) é uma atriz, estilista e modelo estadunidense. Pouco tempo após o início da sua carreira como modelo, Suvari apareceu em pequenos papéis em séries de televisão da década de 1990 como Boy Meets World e High Incident. Ela apareceu recorrentemente na quarta temporada da aclamada série da HBO, Six Feet Under como a poeta e artista lésbica Edie, e interpretou Elizabeth Short, a icônica Black Dahlia em American Horror Story: Murder House, a primeira temporada da série de terror antológica American Horror Story e em American Horror Story:Apocalypse, a oitava temporada da série
Mena alcançou fama internacional por seus papéis como Angela Hayes em Beleza Americana e Heather Gardner em American Pie, ambos de 1999. Ela reprisou seu papel como Heather em American Pie 2 (2001) e American Pie: O Reencontro (2012). Ela também apareceu em The Rage: Carrie 2 (1999), Atraídas Pelo Perigo (2001), A vingança do Mosqueteiro (2001), Spun - Sem Limites (2002), Beauty Shop (2005), Stuck - Em Rota de Colisão (2007) e Day of the Dead (2008).
Suvari serve de modelo em anúncios para a marca francesa de cosméticos Lancôme e tem sido destaque em vários blogs de moda e revistas como a Vogue.

## Biografia
Filha do psiquiatra de origem estoniana Ando Süvari e da enfermeira de origem grega Candice Süvari. Ficou conhecida por sua atuação em Beleza Americana (1999) e por atuar nos dois primeiros American Pie e American Pie: O Reencontro.

## Carreira
Aos 12 anos, Mena estrelou um comercial de televisão. Aos 16 anos, apareceu em seriados de televisão como Boy Meets World e E.R.. Em 1999, Mena estrelou o aclamado, Beleza Americana, e em American Pie. Atuou em outros filmes, como Loser (2000), The Muskiteer (2001) e Spun (2002). Em 2004, atuou no filme britânico "Trauma", ao lado de Colin Firth. Mena também participou da torneio de poker World Series of Poker num hotel de Hollywood para ajudar o Centro de Apoio as Crianças Starlight.
Em 2006, fez um teste para o papel de voz da Aerith Gainsborough no jogo da Disney/Square-Enix, Kingdom Hearts II e participou do filme Final Fantasy VII: Advent Children, da Square-Enix/Sony.

## Outros Projetos
Mena serve de modelo em anúncios para a marca francesa de cosméticos Lancôme e tem sido destaque em vários blogs de moda e revistas como a Vogue. Ela é uma defensora e ativista de longa data para uma organização de ajuda africana, a "African Medical and Research Foundation" (Amref). Suvari joga no World Poker Tour, em Hollywood Hope Game para a "Starlight Children's Foundation", uma organização sem fins lucrativos.
Suvari também é ativa em questões do empoderamento feminino. Ela está envolvida em várias instituições de caridade cuja causa é o câncer de mama, a campanha "End Violence Against Women" e excursiona escolas do Ensino médio como um porta-voz em "círculo de amigos", encorajando adolescentes a parar de fumar.

## Vida pessoal
Casou-se com o cinegrafista alemão, 17 anos mais velho, Robert Brinkmann em 4 de março de 2000. Em 24 de abril de 2005, ela entrou com pedido de separação judicial, citando diferenças irreconciliáveis; O divórcio foi finalizado em maio de 2005.
No verão de 2005, Mena começou a namorar o dançarino de break Mike "Murda" Carrasco.
Em 2007, Suvari começou a namorar o  promotor de shows ítalo-canadense Simone Sestito, quem ela conheceu no Toronto International Film Festival.
Eles se casaram em 26 de junho de 2010 em uma uma capela particular em Roma e em 13 de janeiro de 2012, Suvari pediu o divórcio de Sestito em Los Angeles, citando diferenças irreconciliáveis e listando 1 de novembro de 2011 como a data da separação. O divórcio foi finalizado em outubro de 2012.
Ainda em 2012, começou a namorar o tatuador Salvador Sanchez, que permaneceram juntos até 2016. No mesmo ano, passou a ser vista com outro namorado, Michael Hope, que estão juntos atualmente.

## Filmografia

### Cinema
| Ano  | Título                             | Papel                        | Notas          |
| ---- | ---------------------------------- | ---------------------------- | -------------- |
| 1997 | Nowhere                            | Zoe                          |                |
| 1997 | Snide and Prejudice                | Geli Raubal                  |                |
| 1997 | Kiss the Girls                     | Coty Pierce                  |                |
| 1998 | Slums of Beverly Hills             | Rachel                       |                |
| 1999 | The Rage: Carrie 2                 | Lisa                         |                |
| 1999 | American Pie                       | Heather                      |                |
| 1999 | American Virgin                    | Katrina                      |                |
| 1999 | American Beauty                    | Angela Hayes                 |                |
| 2000 | Loser                              | Dora Diamond                 |                |
| 2001 | Sugar & Spice                      | Kansas Hill                  |                |
| 2001 | American Pie 2                     | Heather                      |                |
| 2001 | The Musketeer                      | Francesca Bonacieux          |                |
| 2002 | Spun                               | Cookie                       |                |
| 2002 | Sonny                              | Carol                        |                |
| 2004 | Trauma                             | Charlotte                    |                |
| 2005 | Beauty Shop                        | Joanne                       |                |
| 2005 | Standing Still                     | Lana                         |                |
| 2005 | Final Fantasy VII: Advent Children | Aerith Gainsborough          |                |
| 2005 | Edmond                             | Prostituta                   |                |
| 2005 | Domino                             | Kimmie                       |                |
| 2005 | Rumor Has It                       | Annie Huttinger              |                |
| 2006 | Caffeine                           | Vanessa                      |                |
| 2006 | The Dog Problem                    | Jules                        |                |
| 2006 | Factory Girl                       | Richie Berlin                |                |
| 2007 | Brooklyn Rules                     | Ellen                        |                |
| 2007 | Stuck                              | Brandi Boski                 |                |
| 2008 | The Mysteries of Pittsburgh        | Phlox Lombardi               |                |
| 2008 | Day of the Dead                    | Sarah Bowman                 |                |
| 2008 | The Garden of Eden                 | Catherine Hill Bourne        |                |
| 2010 | Children of the Spider             | Simone                       | Curta-metragem |
| 2011 | You May Not Kiss the Bride         | Tonya                        |                |
| 2011 | Restitution                        | Heather                      |                |
| 2012 | American Reunion                   | Heather                      |                |
| 2012 | The Knot                           | Sarah                        |                |
| 2014 | Don't Blink                        | Tracy                        |                |
| 2014 | The Opposite Sex                   | Jane                         |                |
| 2015 | Badge of Honor                     | Jessica Dawson               |                |
| 2017 | Becks                              | Elyse                        |                |
| 2019 | The Murder of Nicole Brown Simpson | Nicole Brown Simpson         |                |
| 2019 | Apparition                         | Anna                         |                |
| 2020 | Don't Tell a Soul                  | Carol Chambliss              |                |
| 2020 | What Lies Below                    | Michelle Wells               |                |
| 2020 | Hide                               | Sarah                        | Curta-metragem |
| 2021 | Paradise Cove                      | Tracey                       |                |
| 2021 | Locked In                          | Maggie                       |                |
| 2021 | Grace and Grit                     | Treya Wilber                 |                |
| 2021 | Fourth Grade                       | Barbara                      |                |
| 2021 | Back Home Again                    | Mena Vulpes                  | Curta-metragem |
| 2022 | The Greatest Inheritance           | Rachel Dubose                |                |
| 2022 | Hunt Club                          | Cassandra                    |                |
| 2022 | The Accursed                       | Alma                         |                |
| 2023 | Dark Obsession                     | Espelho de Anne / Maya (voz) |                |
| 2023 | All You Need Is Blood              | Vivian Vance                 |                |
| 2023 | Breakwater                         | Kendra                       |                |
| 2024 | Prey                               | Sue                          |                |
| 2024 | Holy Smokes                        | Mamãe                        | Curta-metragem |
| 2024 | Reagan                             | Jane Wyman                   |                |
| 2024 | Ick                                | Staci                        |                |
| 2024 | Beyond the Rush                    | Leah Grievess                |                |
| 2025 | All There Is                       | Zoe                          |                |

### Televisão
| Ano       | Título                              | Papel                        | Notas                              |
| --------- | ----------------------------------- | ---------------------------- | ---------------------------------- |
| 1995–1996 | Boy Meets World                     | Laura / Hilary               | 2 episódios                        |
| 1996      | Minor Adjustments                   | Emily                        | Episódio: "A Fish Story"           |
| 1996–1997 | High Incident                       | Jill Marsh                   | 4 episódios                        |
| 1996      | ER                                  | Laura-Lee Armitage           | Episódio: "Last Call"              |
| 1997      | Chicago Hope                        | Ivy Moore                    | Episódio: "Sympathy for the Devil" |
| 1997      | 413 Hope St.                        | Crystal                      | Episódio: "Thanksgiving"           |
| 1999      | Atomic Train                        | Grace Seger                  | 2 episódios                        |
| 2004      | Six Feet Under                      | Edie                         | 7 episódios                        |
| 2006      | Orpheus                             | Sue Ellen                    | Telefilme                          |
| 2008      | Sex and Lies in Sin City            | Sandy Murphy                 | Telefilme                          |
| 2010      | Psych                               | Allison Cowley               | Episódio: "Yang 3 in 2D"           |
| 2011      | The Cape                            | Dice / Tracey Jerrod         | Episódio: "Dice"                   |
| 2011      | No Surrender                        | Amelia Davis                 | Telefilme                          |
| 2011      | American Horror Story: Murder House | Elizabeth Short              | 2 episódios                        |
| 2012      | Happy Valley                        | Lizzy                        | Telefilme                          |
| 2013      | Stalkers                            | Ivy                          | Telefilme                          |
| 2013      | Lakewood Plaza Turbo                | Enid / Ginger                | Episódio: "Pilot"                  |
| 2013      | Chicago Fire                        | Isabella                     | 7 episódios                        |
| 2014      | Hysteria                            | Logan Harlen                 | Episódio: "Pilot"                  |
| 2014-2018 | Clarence                            | Vários                       | 7 episódios                        |
| 2015      | South of Hell                       | Maria Abascal                | 8 episódios                        |
| 2016      | I'll Be Home For Christmas          | Jackie Foster                | Telefilme                          |
| 2017      | Justice League Action               | Nevasca                      | Episódio: "Freezer Burn"           |
| 2017      | Hot Date                            | Proprietária de loja de sexo | Episódio: "Relationship Goals"     |
| 2017      | Psych: The Movie                    | Allison Cowley               | Telefilme                          |
| 2018      | American Woman                      | Kathleen Callahan            | 11 episódios                       |
| 2018      | American Horror Story: Apocalypse   | Elizabeth Short              | Episódio: "Return to Murder House" |
| 2022      | Deadly Cheer Mom                    | Deb                          | Telefilme                          |
| 2022      | House of Chains                     | Laura McGrath                | Telefilme                          |
| 2023      | Twisted Sister                      | Emily                        | Telefilme                          |
| 2024      | RZR                                 | Detetive Thompson            | 8 episódios                        |

### Video game
| Ano  | Título                        | Papel |
| ---- | ----------------------------- | ----- |
| 2016 | OK K.O.! Lakewood Plaza Turbo | Enid  |